# 피니와 퍼브의 등장인물 목록
이 문서는 2007년부터 디즈니 채널에서 방영된 애니메이션 피니와 퍼브의 등장인물 목록이다.

## 플린 및 플레처 가
피니어스 플린과 퍼브 플레처는 서로 이복형제이다.

### 피니(Phineas)
삼각형 머리를 가진 호기심 많은 10세 소년이다.
한국에서는 피니라는 이름으로 나온다.
이사벨라가 좋아하는 소년이다

### 퍼브 플레처(Ferb Fletcher)
초록머리의 영국계 소년으로 기계의 조립에 능숙하다.

### 캔디스 플린(Candace Flynn)
피니어스와 퍼브의 누나이자 산만한 15세 소녀다.

### 오리너구리 페리(Perry the Platypus)
피니어스와 퍼브의 애완동물이자 비밀 요원인 오리너구리이다.

### 린다 플린(Linda Flynn)
피니어스와 캔디스의 엄마이며, 퍼브의 의붓어머니이다. 캔디스가 동생들(피니어스와 퍼브)이 한 짓을 매번 이르지만 우연의 일치로 보지 못한다.
젊은시절에 "린다나"라는 이름의 가수로 활동하기도 했다.

### 로렌스 플레처(Lawrence Fletcher)
영국인으로 퍼브의 친아버지이자 피니어스와 캔디스의 의붓아버지이다. 고고학, 천문학에 대해 박식하다.
리차드 오브라이언(Richard O'Brien)과 전광주가 성우 역을 맡았다.

## 피니어스와 퍼브의 친구들

### 이사벨라 (Isabella)
성우 - 앨리슨 스토너/소연
피니어스 또래의 밝고 용감한 소녀이며 유대인이다. 여러 방면으로 유능하며 소녀단체 '모닥불 소녀대'의 리더이다. 적극적으로 피니어스와 퍼브를 도와준다. 사실 피니어스를 좋아하고 있지만 피니어스는 알지 못하고 있다. 외유내강형으로 피니어스를 위해서라면 어떤 일도 마다하지 않고 도전한다. 그리고 극장판에서 피니와 입맞춤을 했다.

### 발지트(Baljeet Tjinder)
성우 - 몰릭 팬초리(Maulik Pancholy)/조진숙
항상 공부를 열심히 하는 인도계 소년이다. 실제로 성적이 우수하지만 공부 외의 게임이나 춤, 노래에는 서툴다. 겁이 많아서 그런지 자주 뷰포드에게 괴롭힘을 당한다. 그러나 가끔 피니어스와 퍼브 조차 놀라게 하는 의외성을 보인다. 복화술이 가능하다.

### 부포드 밴 스톰(Buford Van Stomm)
성우 - 바비 게일러(Bobby Gaylor)/사성웅
누군가를 괴롭히기 좋아하는 골목대장이나 실제로는 마음이 여리다. 소중하게 여기는 애완 금붕어(비프)가 있다. 평소 괴롭히던 발지트에게 흥미가 가는 듯.

### 쟝고 브라운(Django Brown)
성우 - 엘렉 홀든(Alec Holden)
유명한 아티스트인 아버지를 둔 스코틀랜드계 미국인 소년이다. 밝고 자유로운 성격이며 아버지의 영향인지 그림을 잘 그리고 예술감각이 있다. "Lawn Gnome Beach Party of Terror"'에서 카메오로 처음 등장하고 시즌 1의 에피소드 "Jerk De Soleil"과 "Oil on Candace'에 등장하는데, 이후 "Out of Toon", "The Baljeatles"에서 카메오로 등장하고 한동안 시즌 2에서 모습을 보이지 않다가 최근 "Candace's Big Day", "Phineas and Ferb: Summer Belongs To You!"에서 다시 카메오로 등장했다.

### 어빙(Irving)
성우 - 잭 맥브레이어
에피소드 "Hide and Seek"에서 처음 등장한 피니어스 또래의 소년. 피니어스와 퍼브의 굉장한 팬으로 그들의 관련된 사진이나 옷 등을 모으고 그들의 웹사이트도 만들었다. 알버트라는 형이 있으며 좋아하는 동물은 오리너구리라고 한다.

## 하인츠의 가족들

### 하인츠 두펀스머츠(Heinz Doofenshmirtz)
오리너구리 페리와 맞서 싸우는 악당 과학자로, 자신의 회사와 자신의 로봇인 놈이 있다.

### 바네사 두펀스머츠(Vanessa Doofenshmirtz)
성우 - 올리비아 올슨(Olivia Olson)/조진숙
16세. 하인츠의 딸이며 고스족이다. 매일 사악한 계획을 세우는 아버지 때문에 캔디스와 비슷한 처지에 있다. 캔디스와 마주친 적이 몇 번 있다. 자신만의 차를 가지고 싶어하지만 쉽지 않은 듯. 줄거리가 진행되면서 아버지가 자신을 사랑하는 것을 깨닫는다.

### 찰린 두펀스머츠(Charline Doofenshmirtz)
성우 - 소연
하인츠의 전 부인. 이혼한 뒤에도 전 남편의 성씨를 그대로 간직하고 있다. 현재 바네사와 둘이 살고 있다.

### 로저 두펀스머츠(Roger Doofenshmirtz)
하인츠의 동생. 하인츠가 어릴 적부터 열등감을 느껴왔던 존재. 자신감이 넘치고 인기가 많은 듯 하다. 에피소드 "Tree to Get Ready"에서 첫 등장, 댄빌의 시장으로 취임했다.

## O.W.C.A

### 프란시스[1]모노그램 (Major Francis Monogram)
성우 - 제프 마쉬(Jeff "Swampy" Marsh) / 장광 → 안용욱
O.W.C.A의 소령으로 페리의 상관이다. 피니어스와 퍼브의 집 어딘가에 있는 비밀기지에서 페리에게 명령을 내린다. 실제로는 페리뿐 아니라 다른 동물 요원들도 통솔하고 있다. 칼의 영향인지 취미가 신세대적인 듯하다. 각본을 담당한 제프 마쉬가 성우를 맡았다.

### 칼(Carl)
성우 - 타일러 맨(Tyler Alexander Mann)/안용욱
O.W.C.A에 인턴을 온 대학생. 모노그램 소령을 지원하지만 냉정함과 경험이 부족해서 여러 가지 실수를 저지르기도 한다. 재미나 유행을 쫓는 전형적인 신세대 청년.

### 핑키(Pinki the Chiwawa)
성우 - 디 브래들리 베이커
이사벨라의 애완 치와와이나 사실 페리처럼 O.W.C.A의 요원이다. 아직 페리보다는 실력이 서툴지만 의외의 행동으로 사건을 해결한다. 컴퓨터를 잘 다룬다고 한다.
페리하고 같이 두펀스머츠를 공격한다

### 팬더 피터 (Peter the Panda)
핑키와 페리처럼 O.W.C.A 의 요원이다. 팬더이며 잠시 하인즈의 숙적이었었다(It`about time 중에서) 원래 미스터리 교수의 숙적이었었는데 그 일로 떠나간 숙적을 그리워 하며 미스터리 교수가 하인즈를 납치한 적 있다. 하지만 나중에 팬더피터와 다시만나 대화하는 해피엔딩으로 끝난다.

## 캔디스의 친구들

### 제레미 존슨(Jeremy Johnson)
성우 - 미첼 무소/전광주
캔디스가 좋아하는 16살 소년, 밴드의 리더이면서 가게에서 아르바이트도 한다. 사실 그도 캔디스를 좋아하지만 캔디스는 이 사실을 알지 못한다.

### 스테이시 히라노(Stacy Hirano)
성우 - 켈리 후/조진숙
캔디스와 친한 동갑내기. 성씨에서 봐도 알 수 있듯이 일본계이다. 캔디스와 대화할 때, 직접 만나는 것 보다는 전화를 많이 이용하며 (주로 제레미에 관한 것) 조언도 해준다. 하지만 캔디스가 제대로 하지 못하는 경우가 많아 주로 피니어스와 퍼브하고 사이가 좋은 편이다. 캔디스와는 그 점에 대해서는 캔디스의 모사(?)이지만 즐기는 편이 많다. 쇼핑을 좋아한다. 한 에피소드에서 우연찮게 페리가 비밀요원임을 알아채지만 비밀을 유지해주겠다는 약속을 하고 기억을 지우지 않는다.(페리의 정체를 아는 몇 안되는 등장인물이다.)

### 제니(Jenny)
성우 - 엘리슨 스토너
갈색머리를 가진 캔디스의 친구. 왜인지는 모르지만 세계 평화를 중시하고 있다. 이후 다른 에피소드에서 자주 카메오로 등장한다.

### 민디(Mindy)
캔디스처럼 러브헨델을 좋아하는 소녀로, 캔디스와는 친구라기보단 라이벌 관계로 추정된다. 등장횟수가 매우 적으며 에피소드 "Jerk de Soleil"과 "Hail Doofania!"에 등장했다.

## 그 외

### 지우개군(eraser general)
성우 - 소연
문구의 왕이다.주인님만 생각하는 독불장군

### 놈(Norm)
성우 - 전광주
두펀스머츠의 일을 돕는 비서 로봇이다. 큰 덩치에 비해서 말과 행동은 과격하지 않다. 로봇인 것을 제외한다면 꽤 평범한 등장인물이다.(Norm은 평범하다는 뜻의 단어이다) 특별한 점이 있다면 에너지를 다람쥐 쳇바퀴에서 얻는다는 점 정도.

### 말하는 얼룩말
성우 - 제프 베넷
주로 캔디스의 꿈에 나타나는 말하는 얼룩말. 이유는 모르나 캔디스를 '케빈'이라고 부른다.

### 거대 아기 머리
에피소드 "It's mud, mud, mud, mud world"에 첫 등장 후 가끔씩 나오는데, 두펀스머츠 박사 소유로 추정되며 그 정체는 알 수 없다. 이후 한번 본 적이 있는 엑스트라가 반복되어 나타나는 것을 볼 수 있다.